# Chelsea Dagger
Chelsea Dagger is de tweede single van de Schotse band The Fratellis, die op 28 augustus 2006 werd uitgebracht.
Het komt van hun debuutalbum Costello Music, dat in het Verenigd Koninkrijk op 11 september werd uitgebracht.
Opvallend is dat het nummer pas een half jaar na de release een hit wordt. Dit is omdat het de anthem wordt van 3FM's Serious Request-week. Ook belandt het nummer in de Top 40.

## Hitnoteringen

### Mega Top 50
| Chelsea Dagger in de Mega Top 50 Binnen: 30 december 2006 | Chelsea Dagger in de Mega Top 50 Binnen: 30 december 2006 | Chelsea Dagger in de Mega Top 50 Binnen: 30 december 2006 | Chelsea Dagger in de Mega Top 50 Binnen: 30 december 2006 | Chelsea Dagger in de Mega Top 50 Binnen: 30 december 2006 | Chelsea Dagger in de Mega Top 50 Binnen: 30 december 2006 | Chelsea Dagger in de Mega Top 50 Binnen: 30 december 2006 | Chelsea Dagger in de Mega Top 50 Binnen: 30 december 2006 | Chelsea Dagger in de Mega Top 50 Binnen: 30 december 2006 | Chelsea Dagger in de Mega Top 50 Binnen: 30 december 2006 | Chelsea Dagger in de Mega Top 50 Binnen: 30 december 2006 | Chelsea Dagger in de Mega Top 50 Binnen: 30 december 2006 | Chelsea Dagger in de Mega Top 50 Binnen: 30 december 2006 | Chelsea Dagger in de Mega Top 50 Binnen: 30 december 2006 | Chelsea Dagger in de Mega Top 50 Binnen: 30 december 2006 | Chelsea Dagger in de Mega Top 50 Binnen: 30 december 2006 | Chelsea Dagger in de Mega Top 50 Binnen: 30 december 2006 | Chelsea Dagger in de Mega Top 50 Binnen: 30 december 2006 | Chelsea Dagger in de Mega Top 50 Binnen: 30 december 2006 | Chelsea Dagger in de Mega Top 50 Binnen: 30 december 2006 | Chelsea Dagger in de Mega Top 50 Binnen: 30 december 2006 |
| Week                                                      | 1                                                         | 02                                                        | 03                                                        | 04                                                        | 05                                                        | 06                                                        | 07                                                        | 08                                                        | 09                                                        | 10                                                        | 11                                                        | 12                                                        | 13                                                        | 14                                                        | 15                                                        | 16                                                        | 17                                                        | 18                                                        | 19                                                        | 20                                                        |
| --------------------------------------------------------- | --------------------------------------------------------- | --------------------------------------------------------- | --------------------------------------------------------- | --------------------------------------------------------- | --------------------------------------------------------- | --------------------------------------------------------- | --------------------------------------------------------- | --------------------------------------------------------- | --------------------------------------------------------- | --------------------------------------------------------- | --------------------------------------------------------- | --------------------------------------------------------- | --------------------------------------------------------- | --------------------------------------------------------- | --------------------------------------------------------- | --------------------------------------------------------- | --------------------------------------------------------- | --------------------------------------------------------- | --------------------------------------------------------- | --------------------------------------------------------- |
| Nummer                                                    | 43                                                        | 20                                                        | 11                                                        | 7                                                         | 5                                                         | 2                                                         | 2                                                         | 3                                                         | 3                                                         | 6                                                         | 8                                                         | 9                                                         | 11                                                        | 20                                                        | 26                                                        | 33                                                        | 38                                                        | 41                                                        | 50                                                        | uit                                                       |

### Nederlandse Top 40
| Chelsea Dagger in de Nederlandse Top 40 - binnen: 27 januari 2007 | Chelsea Dagger in de Nederlandse Top 40 - binnen: 27 januari 2007 | Chelsea Dagger in de Nederlandse Top 40 - binnen: 27 januari 2007 | Chelsea Dagger in de Nederlandse Top 40 - binnen: 27 januari 2007 | Chelsea Dagger in de Nederlandse Top 40 - binnen: 27 januari 2007 | Chelsea Dagger in de Nederlandse Top 40 - binnen: 27 januari 2007 | Chelsea Dagger in de Nederlandse Top 40 - binnen: 27 januari 2007 | Chelsea Dagger in de Nederlandse Top 40 - binnen: 27 januari 2007 | Chelsea Dagger in de Nederlandse Top 40 - binnen: 27 januari 2007 | Chelsea Dagger in de Nederlandse Top 40 - binnen: 27 januari 2007 | Chelsea Dagger in de Nederlandse Top 40 - binnen: 27 januari 2007 | Chelsea Dagger in de Nederlandse Top 40 - binnen: 27 januari 2007 | Chelsea Dagger in de Nederlandse Top 40 - binnen: 27 januari 2007 | Chelsea Dagger in de Nederlandse Top 40 - binnen: 27 januari 2007 |
| Week                                                              | 1                                                                 | 2                                                                 | 3                                                                 | 4                                                                 | 5                                                                 | 6                                                                 | 7                                                                 | 8                                                                 | 9                                                                 | 10                                                                | 11                                                                | 12                                                                | 13                                                                |
| ----------------------------------------------------------------- | ----------------------------------------------------------------- | ----------------------------------------------------------------- | ----------------------------------------------------------------- | ----------------------------------------------------------------- | ----------------------------------------------------------------- | ----------------------------------------------------------------- | ----------------------------------------------------------------- | ----------------------------------------------------------------- | ----------------------------------------------------------------- | ----------------------------------------------------------------- | ----------------------------------------------------------------- | ----------------------------------------------------------------- | ----------------------------------------------------------------- |
| Nummer                                                            | 39                                                                | 13                                                                | 7                                                                 | 5                                                                 | 6                                                                 | 4                                                                 | 9                                                                 | 14                                                                | 20                                                                | 28                                                                | 36                                                                | 40                                                                | uit                                                               |

## Trivia
- Chelsea Dagger zou de artiestennaam zijn van Jon Fratellis vrouw Heather, een burleskedanseres.
- Het nummer werd gedraaid toen Shunsuke Nakamura uit een vrije trap scoorde voor Celtic FC tegen Manchester United FC op 21 november.
- Het nummer was het themanummer of feel good-plaat van de Serious Request-actie van 3FM uit 2006 (19 tot en met 24 december).
- Vanaf het seizoen 2007/2008 tot op heden wordt Chelsea Dagger afgespeeld na een thuisdoelpunt van Cercle Brugge.
- Chelsea Dagger is het themalied van Mijn Restaurant op VTM.
- Het nummer is te horen in het videospel Burnout Dominator.
- Darter Roland Scholten gebruikt Chelsea Dagger als opkomstnummer voor zijn wedstrijden.